# Municipio de Pleasant View (Dakota del Norte)
El municipio de Pleasant View (en inglés: Pleasant View Township) es un municipio ubicado en el condado de Grand Forks en el estado estadounidense de Dakota del Norte. En el año 2010 tenía una población de 138 habitantes y una densidad poblacional de 1,48 personas por km².

## Geografía
El municipio de Pleasant View se encuentra ubicado en las coordenadas 47°48′28″N 97°26′41″O / 47.80778, -97.44472. Según la Oficina del Censo de los Estados Unidos, el municipio tiene una superficie total de 93.38 km², de la cual 93,38 km² corresponden a tierra firme y (0 %) 0 km² es agua.

## Demografía
Según el censo de 2010, había 138 personas residiendo en el municipio de Pleasant View. La densidad de población era de 1,48 hab./km². De los 138 habitantes, el municipio de Pleasant View estaba compuesto por el 96,38 % blancos, el 1,45 % eran afroamericanos, el 0,72 % eran asiáticos, el 0,72 % eran isleños del Pacífico y el 0,72 % eran de una mezcla de razas. Del total de la población el 0 % eran hispanos o latinos de cualquier raza.